# Servizio della Rana Verde

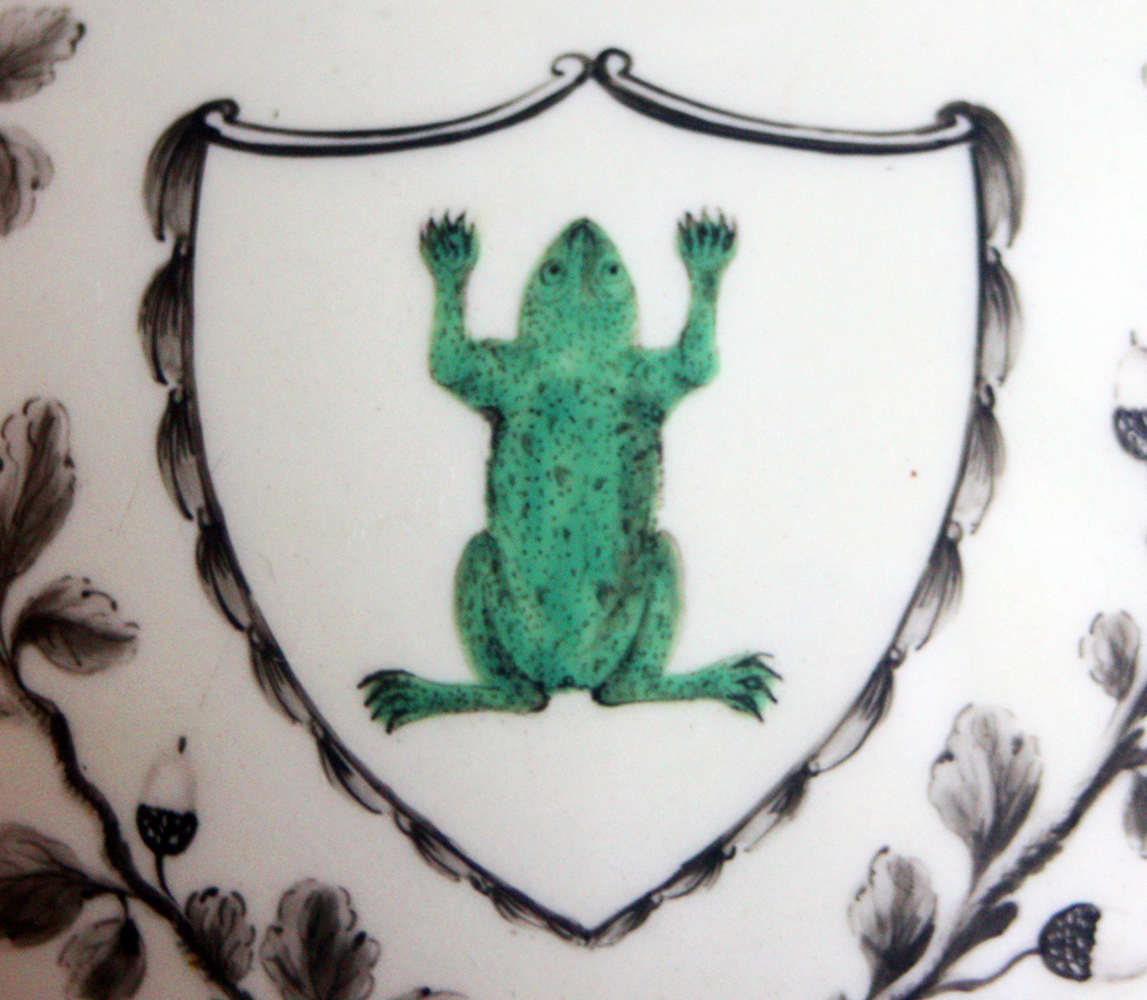
Dettaglio di una delle rane che contraddistingue il servizio

Il servizio della Rana Verde è un grande servizio da tavola in terraglia realizzato dall'azienda di ceramiche inglese Wedgwood per l'imperatrice russa Caterina la Grande durante la seconda metà del Settecento.
Destinato al palazzo di Cesme di San Pietroburgo, il servizio da tavola è composto da un totale di 944 stoviglie, su ciascuna delle quali sono raffigurate una rana e le immagini di monumenti o paesaggi britannici. Oggi molti dei pezzi che componevano il servizio della Rana Verde sono conservati all'Ermitage di San Pietroburgo.

## Storia

### Premessa

Ritratto di Caterina la Grande di Giovanni Battista Lampi

Nel 1770 la marina russa riuscì a ottenere una vittoria decisiva sui turchi durante la battaglia di Cesme, che avvenne nel corso della Guerra russo-turca (1768-1774) e la rivolta Orlov (quest'ultima voluta da Caterina la Grande per acuire le tensioni fra i greci e i sovrani dell'impero Ottomano). Uno dei comandanti della battaglia di Cesme fu Aleksej Grigor'evič Orlov-Česmenskij, che, assieme al fratello di lui e amante di Caterina Grigorij Grigor'evič Orlov, aveva avuto un ruolo cruciale nel rovesciare il governo di Pietro III di Russia, consorte della zarina.
Per celebrare la vittoria, Caterina fece costruire il palazzo di Cesme di San Pietroburgo, che si presume essere stato concepito per fungere da area di sosta privata utilizzata dai regnanti durante i loro viaggi alla reggia di Carskoe Selo. Tuttavia, dal momento che fra i due edifici vi sono solo otto chilometri di distanza, la famiglia reale russa utilizzò il Palazzo piuttosto raramente. Si pensa che la struttura, che presenta una pianta triangolare e una torre in ciascun angolo, fosse ispirata a quella del castello di Longford, che si trova nel Wiltshire, in Inghilterra.

### Realizzazione

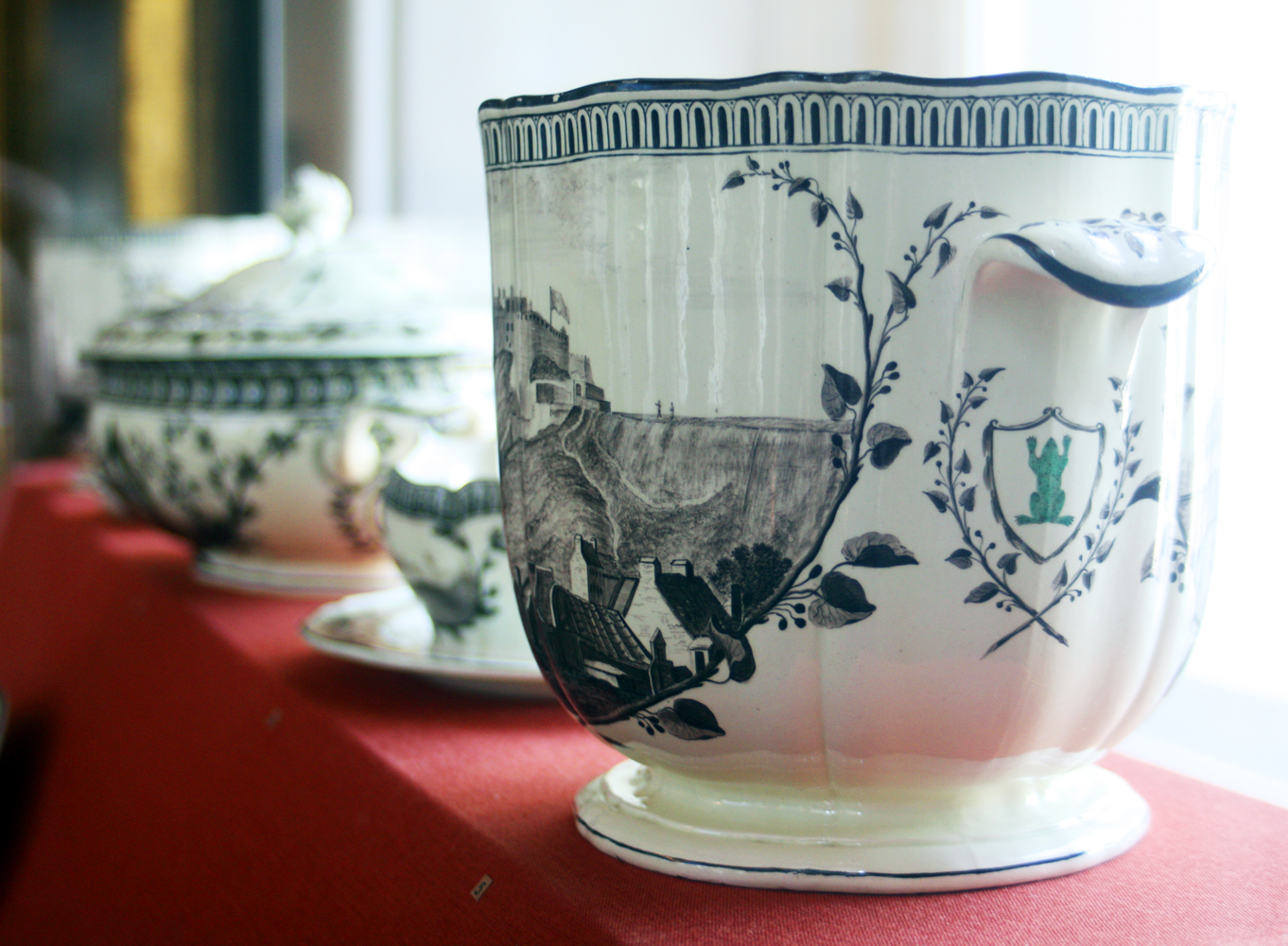
Alcune stoviglie del servizio

Caterina la Grande commissionò il servizio della Rana Verde all'azienda britannica Wedgwood nel 1773, e per farlo si servì del console russo di stanza a Londra Alexander Baxter. Benché non avesse mai visitato la Gran Bretagna, Caterina amava i paesaggi e giardini inglesi, e fece raffigurare su tutte le stoviglie del servizio le immagini di diversi scorci paesaggistici Oltremanica (lei stessa dichiarò di "volere tutta l'Inghilterra in tavola"). Inoltre, dal momento che tali pezzi erano destinati al palazzo di Cesme, che era collocato in un territorio soprannominato "palude delle rane" (Kekerekeksinsky in lingua finlandese), volle che su ciascuno di essi vi fosse la decorazione di una rana di colore verde. Secondo Llewellyn Jewitt, biografo vittoriano di Josiah Wedgwood, quest'ultimo "non era molto disposto a sfigurare il servizio con questi rettili [sic], ma gli fu detto che non poteva accantonare l'idea".
Le immagini dei paesaggi britannici da utilizzare per decorare il servizio della Rana Verde vennero selezionate da Thomas Bentley, un collaboratore di Josiah Wedgwood, e realizzate da artisti come Samuel e Nathaniel Buck (Antiquities; 1726–52), Francis Grose (Antiquities of England and Wales), Thomas Smith, John Baptist Chatelain e Anthony Devis. Altre figure vennero invece appositamente commissionate da Wedgwood o prestate da alcuni proprietari terrieri. Gli oltre novecento pezzi del servizio furono realizzati e smaltati dall'Etruria Works di Wedgwood, e successivamente spediti a Londra per essere dipinti nel laboratorio di Little Cheyne Row, che venne inaugurato nel 1769. Successivamente, venne data una seconda cottura più leggera per fissare la decorazione soprasmalto. Il servizio venne dipinto da trenta professionisti. Le ultime stoviglie vennero fabbricate nel 1774. Prima che venisse spedito in Russia, il servizio della Rana Verde fu esposto in una galleria del quartiere di Soho durante il mese di giugno del 1774.
Benché il prezzo concordato fosse di 2.290 sterline, la Wedgwood guadagnò poco più di 2.700 sterline a discapito di un costo di produzione di 2.612 sterline. Alcuni dei pezzi del servizio furono conservati dai Wedgwood.

### Dopo la consegna
Il palazzo di Cesme a cui il servizio era destinato venne terminato nel 1780, molto tempo dopo il giorno della consegna delle stoviglie della Rana Verde all'imperatrice russa, e, stando alle fonti, esso venne utilizzato raramente da lei. Jewitt riporta che la sovrana avesse mostrato i piatti realizzati dalla Wedgwood al conte di Malmesbury James Harris quando egli giunse nel Palazzo.
Nel 1774 l'azienda produsse una serie di articoli ispirate a quelle presenti sulle stoviglie di Caterina con decorazioni a colori e senza la presenza degli anuri.
La maggior parte delle componenti del servizio da tavola è ora conservato al Museo dell'Ermitage di San Pietroburgo.

## Caratteristiche
Il servizio della Rana Verde include un totale di 944 pezzi, 680 destinati a contenere le vivande per la cena, mentre i rimanenti 264 venivano usati per consumare i dolci, ed era destinato a cinquanta persone. A differenza di quelle dei grandi servizi da tavola dell'epoca, come ad esempio quello di Meissen, quelle del servizio della Rana Verde non erano in porcellana, bensì in Queen's ware, un tipo particolare di ceramica anche conosciuto come terraglia.
Come suggerisce il suo nome, uno degli elementi più caratteristici del servizio è l'immagine di una rana verde vista dall'alto e racchiusa in uno scudo, che si presenta su tutte le stoviglie, e simboleggia il palazzo di Cesme di San Pietroburgo, a cui il servizio era destinato. Le varie componenti del servizio della Rana Verde presentano un totale di 1.222 immagini di paesaggi e monumenti britannici copiate da stampe. Molte delle architetture raffigurate sui piatti del servizio sono edifici industriali del periodo e proprietà di alcuni clienti della Wedgwood. Altre stoviglie, che invece ritraggono dei giardini all'inglese, comprendono diciassette esemplari raffiguranti quelli progettati da Capability Brown. Su un piatto da portata è visibile la tenuta della  famiglia Wedgwood, che si trova ad Etruria. I piatti del servizio sono anche decorati da motivi naturalistici con foglie di quercia e ghiande, mentre i bordi presentano dei motivi a ovoli e dardi o, nel caso delle stoviglie destinate ai dolci, da foglie di edera a forma di cuore. Le immagini presenti sui piatti sono tutte monocrome color seppia ad eccezione delle ranocchie, che sono invece verdi.

## Impatto
Sebbene avesse contribuito ad accrescere considerevolmente il prestigio della Wedgwood, e più in generale, quello delle ceramiche dello Staffordshire oltre i confini del Regno Unito, quella del servizio della Rana Verde si rivelò un'operazione estremamente costosa e quindi poco redditizia. Inoltre, la Wedgwood si accorse che non poteva contare su una clientela disposta a spendere grandi quantità di denaro per acquistare i suoi prodotti, e soffriva il confronto con i manifatturieri di altri paesi come la Cina, le cui terrecotte erano rinomate in tutto il mondo.

## Galleria d'immagini

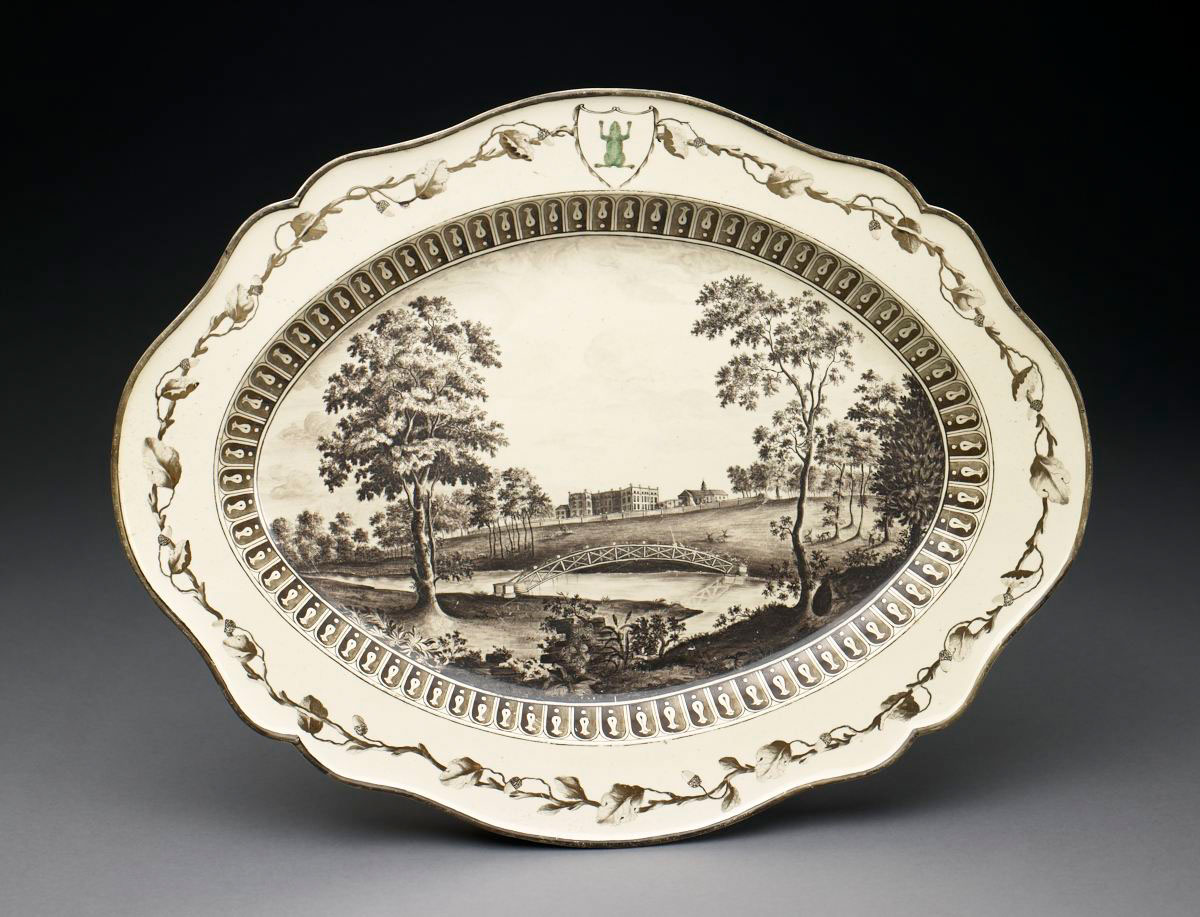
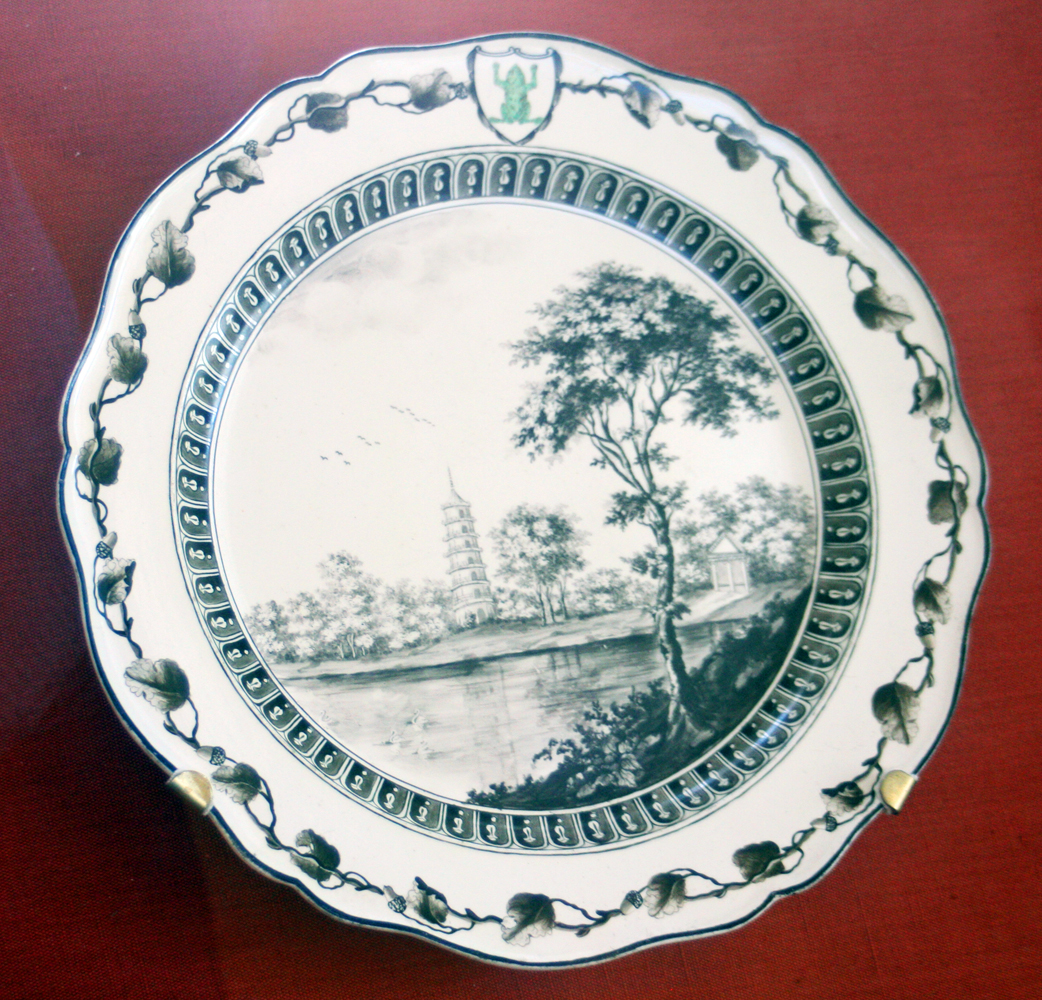
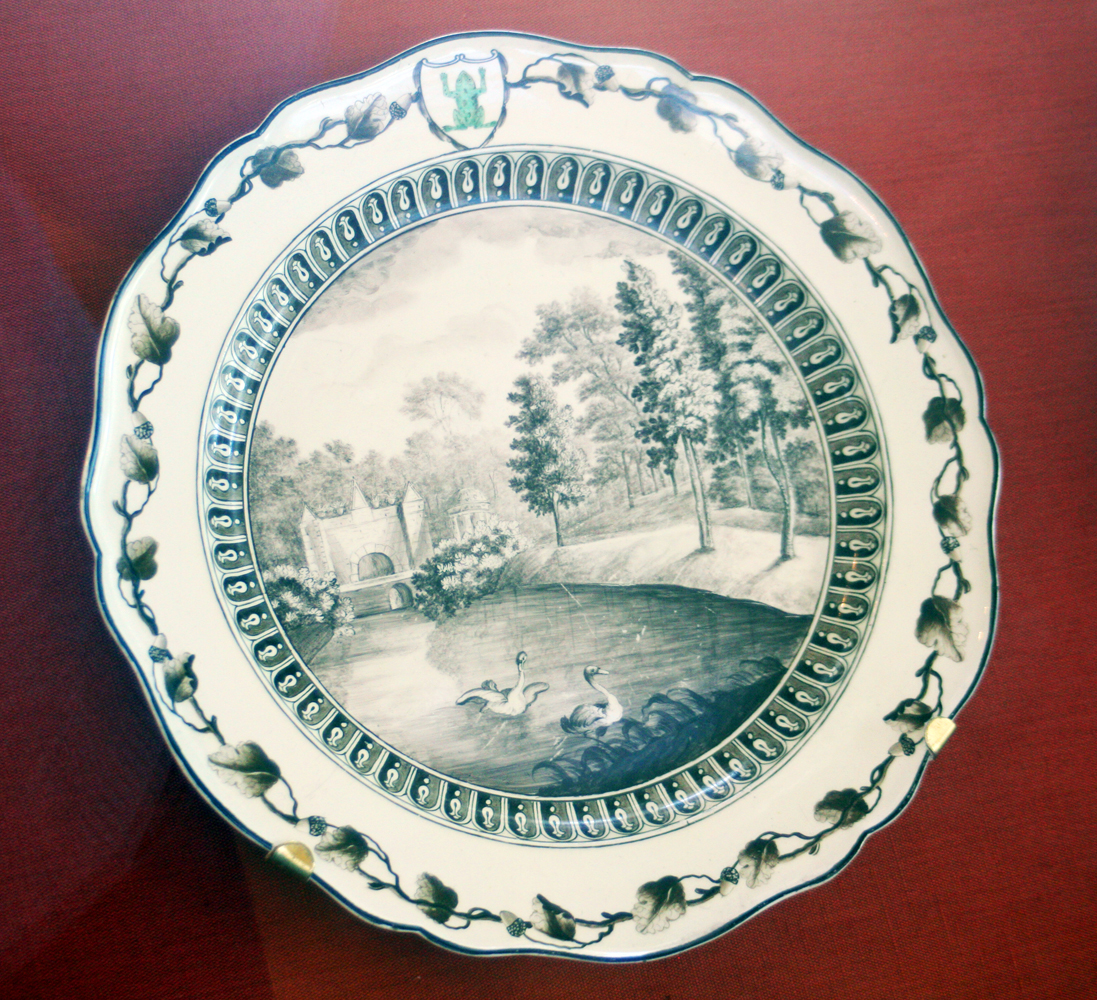
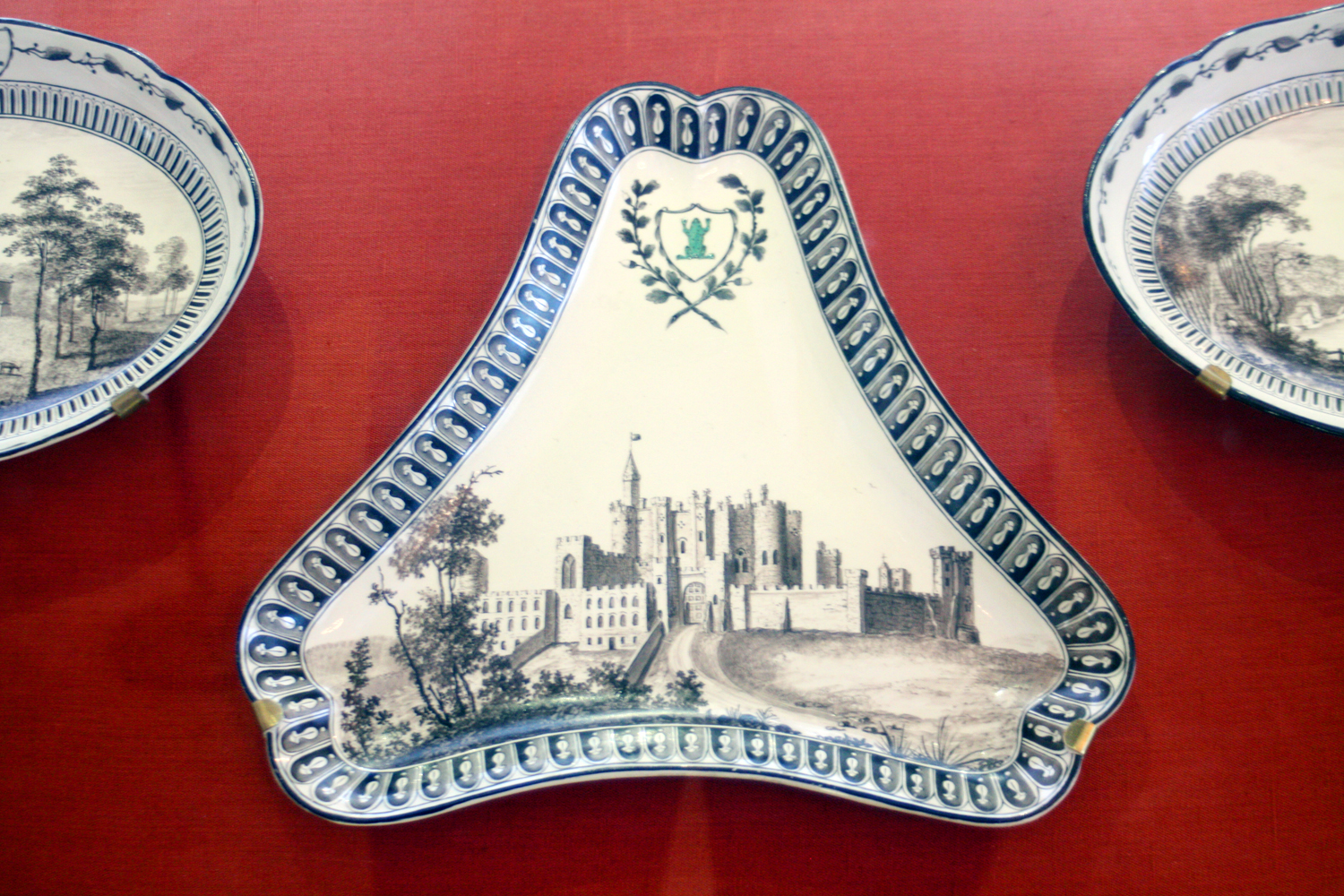
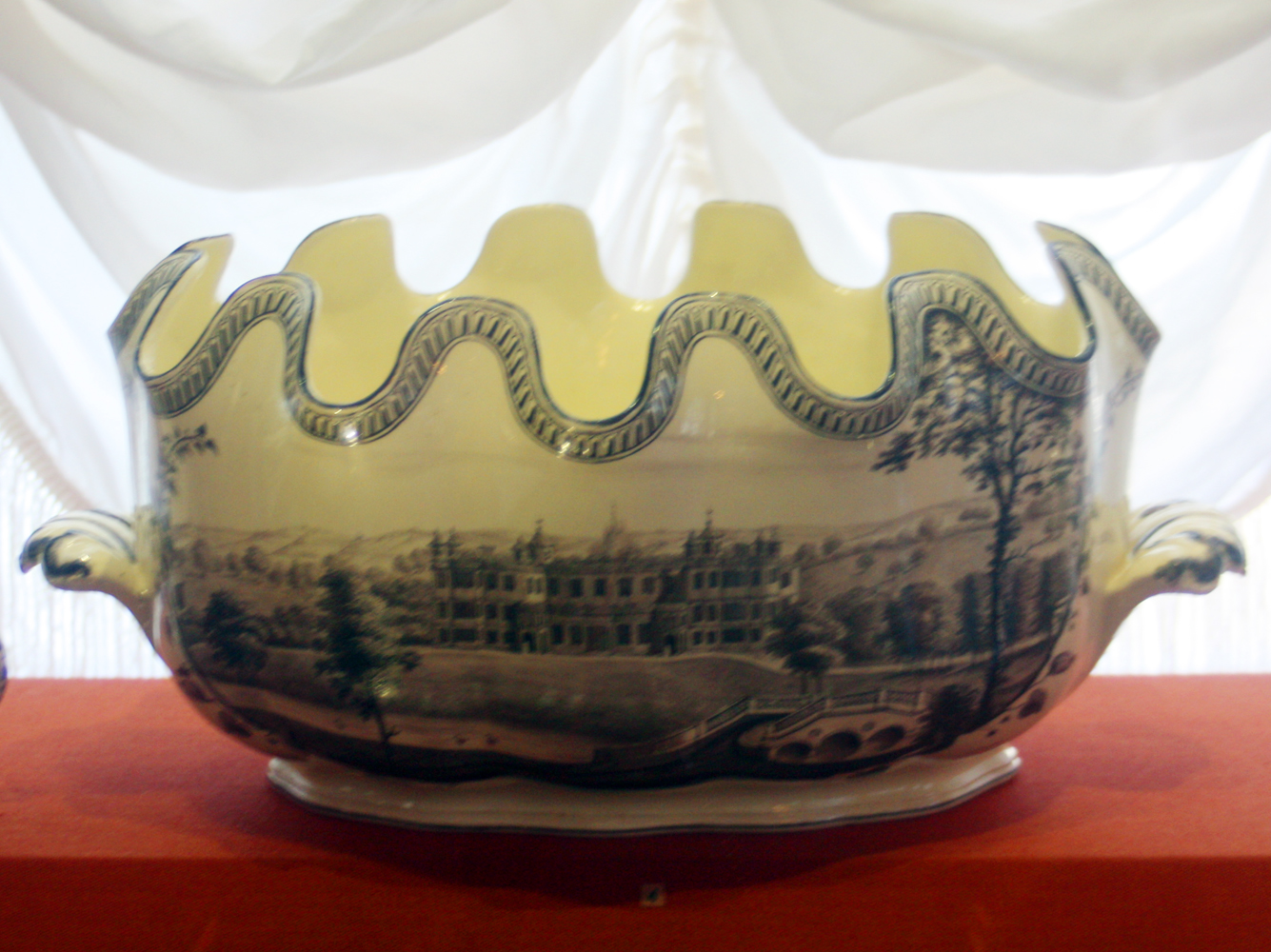
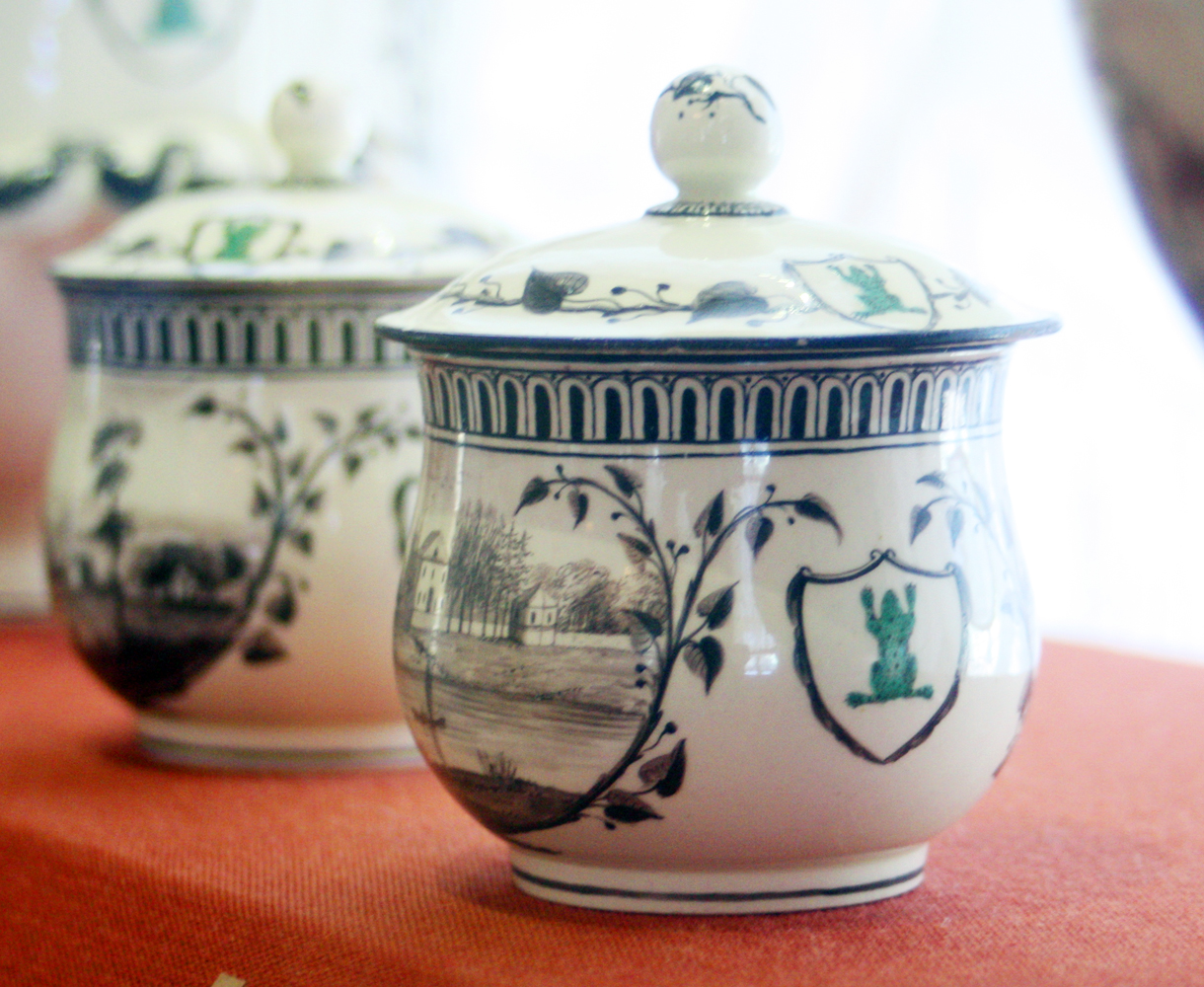
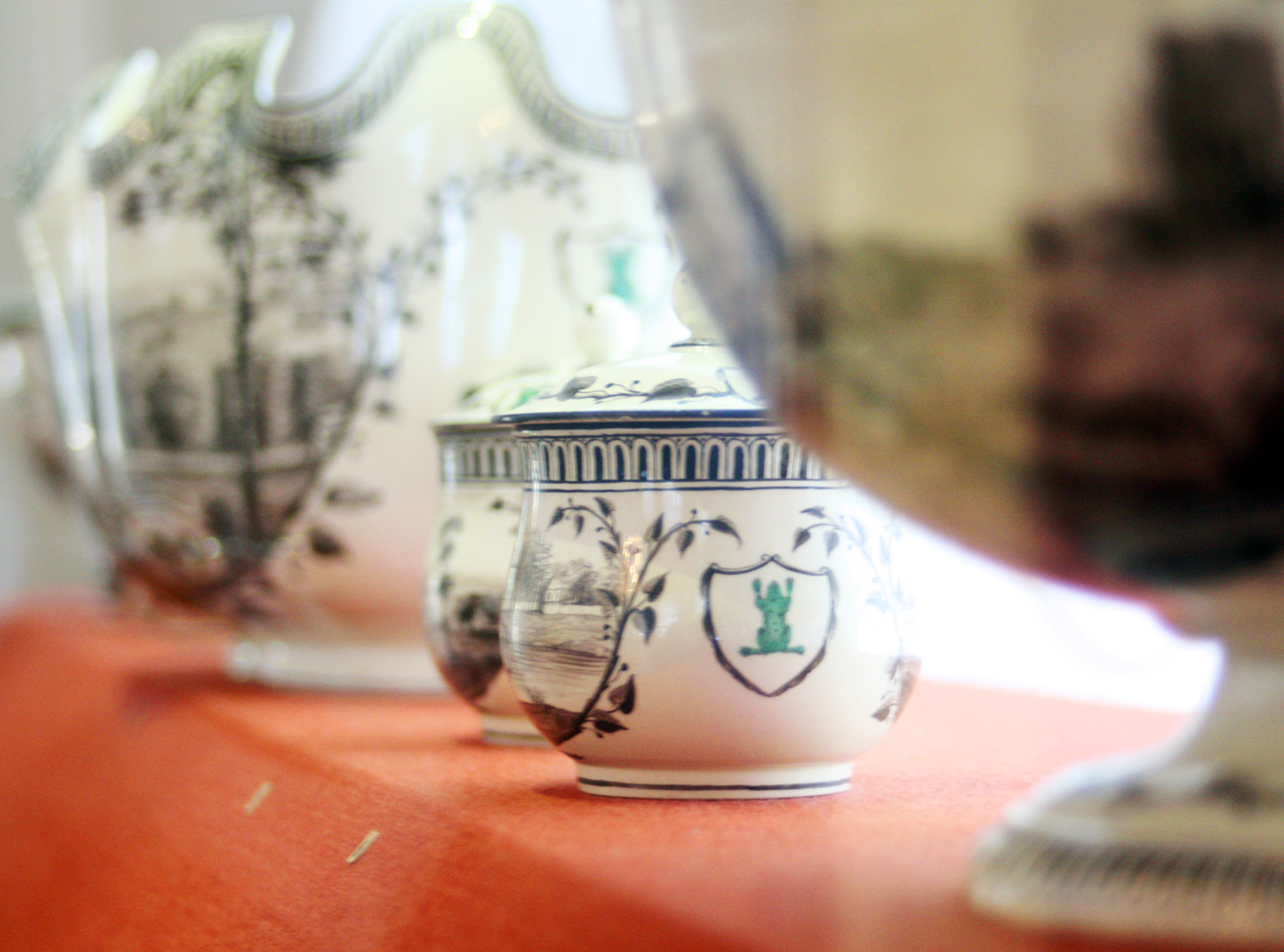
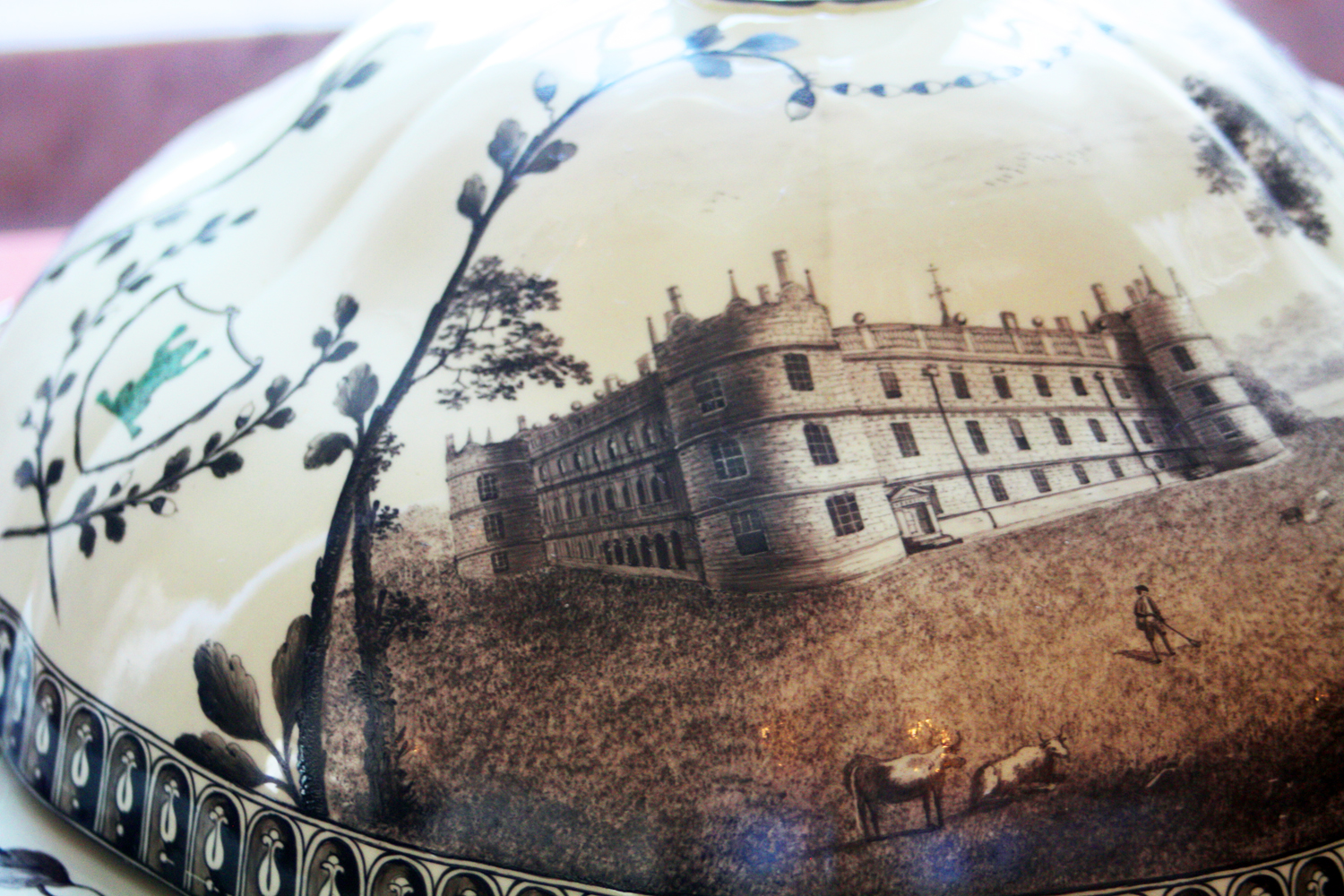
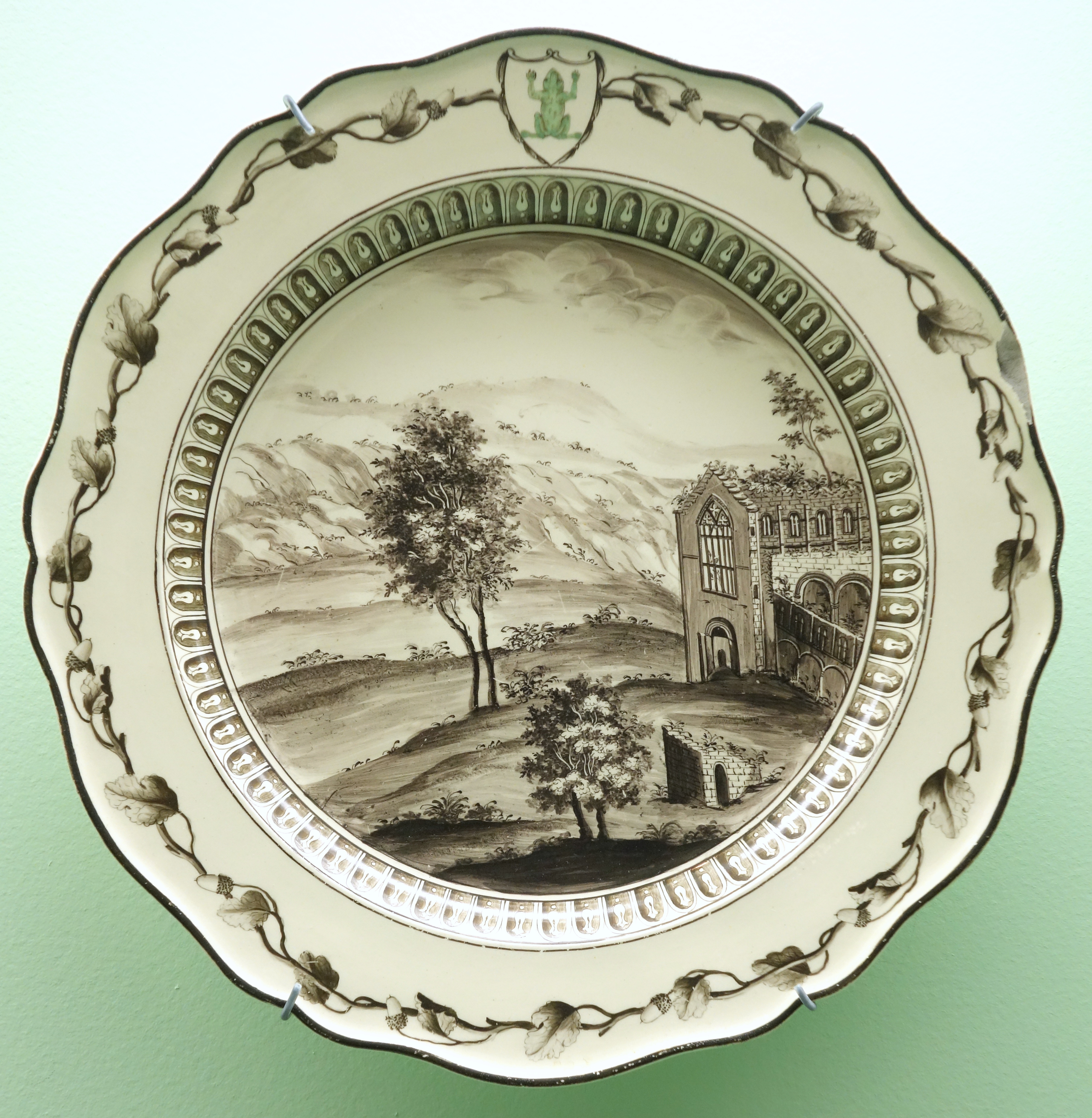
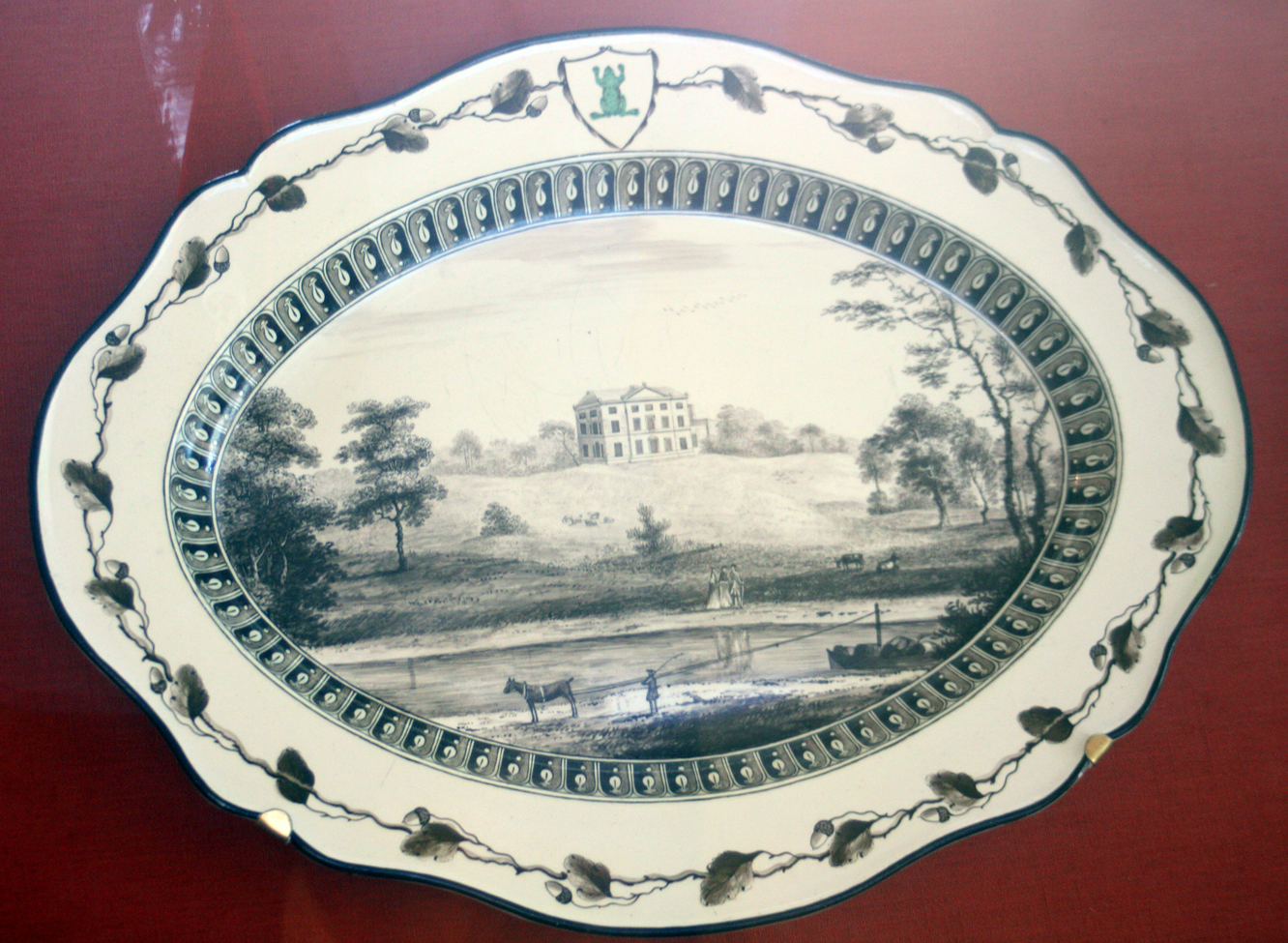